# Carolin Fischer
Carolin Fischer, auch: Caroline Fischer (* 28. Februar 1962 in Berlin), ist eine deutsche Romanistin, Komparatistin und Hochschullehrerin in Pau.

## Leben
Nach ihrer Schulzeit am Französischen Gymnasium Berlin studierte Carolin Fischer Vergleichende Literaturwissenschaften, Italianistik und Französische Philologie an der Pariser Sorbonne Nouvelle sowie der Freien Universität Berlin, wo sie 1993 mit einer Dissertation über Pietro Aretinos Ragionamenti promoviert wurde. Anschließend lehrte sie u. a. an der Universität Potsdam und habilitierte sich dort 2005 mit einer komparatistischen Studie zur Liebeslyrik von Ovid, Petrarca, Ronsard, Shakespeare und Baudelaire.
Von 2006 bis 2009 lehrte sie an der Universität Hamburg französische und italienische Philologie, seit 2009 an der Universität Pau Allgemeine und vergleichende Literaturwissenschaft (Littérature générale et comparée).
Ihre Forschungsschwerpunkte liegen in den Bereichen Rezeption, Kulturtransfer, Intermedialität, Literarische Übersetzung, Lyrik, „Erregende Literatur“.
Zwischen 1988 und 2009 lud Carolin Fischer regelmäßig Künstler, Schriftsteller, Intellektuelle in ihren literarischen Salon, der ab 1998 in der Regensburger Straße 5a in Berlin stattfand. Hier lasen u. a. Marcel Beyer, Wolfgang Büscher, Ulrike Draesner, Joachim Helfer, Alban Nikolai Herbst, Thomas Hettche, Sibylle Lewitscharoff, Nicolaus Sombart und Florian Felix Weyh zum ersten Mal aus ihren neuen Büchern.

## Schriften (Auswahl)
Monografien
- Der poetische Pakt. Rolle und Funktion des poetischen Ich in der Liebeslyrik bei Ovid, Petrarca, Ronsard, Shakespeare und Baudelaire. Heidelberg: C. Winter, 2007. ISBN 978-3-8253-5240-0. (Rezension)
- Gärten der Lust. Eine Geschichte erregender Lektüren. Stuttgart/Weimar: J. B. Metzler, 1997. ISBN 978-3-476-01563-1. (Taschenbuch: dtv, 2000. ISBN 978-3-423-30768-0.)
- Education érotique. Pietro Aretinos "Ragionamenti" im libertinen Roman Frankreichs. Stuttgart/Weimar: J. B. Metzler, 1994 (zugleich Dissertation. Berlin: Freie Universität, 1993). ISBN 978-3-476-45054-8.

Herausgeberschaft
- Nicolaus Sombart: Pariser Lehrjahre. Leçons de Sociologie. 1951–1954. Hrsg. v. Carolin Fischer. Mit einem Nachwort von Reinhard Blomert. Berlin: Elfenbein Verlag, 2023. ISBN 978-3-96160-082-3.
- Nicolaus Sombart: Rendezvous mit dem Weltgeist. Heidelberger Reminiszenzen. 1945–1951. Hrsg. v. Carolin Fischer. Mit einem Nachwort von Claudia Schmölders. Berlin: Elfenbein Verlag, 2023. ISBN 978-3-96160-081-6.
- Nicolaus Sombart: Jugend in Berlin. Ein Bericht. 1933–1943. Hrsg. und mit einem Geleitwort v. Carolin Fischer. Mit einem Nachwort von Tilman Krause. Berlin: Elfenbein Verlag, 2022. ISBN 978-3-96160-080-9.
- Rezeption und Kulturtransfer. Zur Interaktion literarischer Vermittlungsprozesse (= Réception et transferts culturels. Interactions entre deux procédés de médiation littéraire.) (Zusammen mit Beatrice Nickel und Brunhilde Wehinger.) Tübingen: Stauffenburg Verlag, 2021. ISBN 978-3-86057-595-6.
- Rezeptionsästhetik. Der Leser als Subjekt der ästhetischen Reflexion – von Kant zur interaktiven Fiktion (= Esthétique de la réception. Le lecteur comme sujet de la réflexion esthétique - de Kant à la fiction interacive = Estetica della recezione. Il lettore come soggetto della riflessione estetica - da Kant alla finzione interattiva.) (Zusammen mit Brunhilde Wehinger unter Mitarbeit von Beatrice Nickel.) Tübingen: Stauffenburg Verlag, 2018. ISBN 978-3-86057-595-6.
- Französische und frankophone Literatur in Deutschland (1945–2010). Rezeption, Übersetzung, Kulturtransfer. (Zusammen mit Beatrice Nickel.) Frankfurt a. M.: Lang, 2012. ISBN 978-3-631-55953-6.
- Charles Baudelaire: Liebesgedichte. Französisch – Deutsch. Übers. von Monika Fahrenbach-Wachendorff. Auswahl und Nachwort von Carolin Fischer. Stuttgart: Reclam-Verlag, 2012. ISBN 978-3-15-010849-9.
- [Georges Touchard-Lafosse]: Léonard, der Coiffeur der Königin. Galantes, Frivoles und Extravagantes vom Hofe der Marie Antoinette. Aus dem Franz. übertr. von Annette Lallemand. Hrsg. und mit einem Vorw. und Anm. vers. von Carolin Fischer. Berlin: Edition Ebersbach, 2009. ISBN 978-3-938740-84-2 (Taschenbuch: Insel Verlag, 2012. ISBN 978-3-458-35867-1.)
- Lyrik-Übersetzung zwischen imitatio und poetischem Transfer. Sprachen, Räume, Medien (= La traduction de la poésie entre imitatio et transfert poétique). (Zusammen mit Beatrice Nickel.) Tübingen: Stauffenburg Verlag, 2012. ISBN 978-3-86057-495-9.
- Pierre de Ronsard: Amoren für Marie. Le second livre des amours. Das zweite Buch der Amoren mit den Sonetten und Madrigalen für Astrée. Französisch — Deutsch. Übers. von Georg Holzer. Hrsg. und kommentiert von Carolin Fischer. Berlin: Elfenbein Verlag, 2010. ISBN 978-3-941184-05-3.
- Pierre-Ambroise-François Choderlos de Laclos: Les Liaisons dangereuses. (Les grands classiques de la littérature libertine). Introduction et notes Caroline Fischer. Paris: Le Monde/Garnier, 2010.
- Jules Amédée Barbey d’Aurevilly: Die alte Maitresse. Aus dem Franz. von Caroline Vollmann. Mit einem Nachw. und Anm. vers. von Carolin Fischer. Berlin: Matthes & Seitz Berlin, 2008. ISBN 978-3-88221-703-2.
- Pierre de Ronsard: Amoren für Cassandre. Le premier livre des amours. Französisch — Deutsch. Übers. von Georg Holzer. Hrsg. und kommentiert von Carolin Fischer. Berlin: Elfenbein Verlag, 2008. ISBN 978-3-932245-80-0.
- Identität und Diversität. Eine interdisziplinäre Bilanz der Interkulturalitätsforschung in Deutschland und Frankreich (= Identité et diversité). Berlin: Avinus Verlag, 2005. ISBN 978-3-930064-57-1.
- Abkehr von Schönheit und Ideal der Liebeslyrik. (Zusammen mit Carola Veit.) Stuttgart/Weimar: J. B. Metzler, 2000. ISBN 978-3-476-45232-0.
- Gewalt der Geschichte - Geschichten der Gewalt. Zur Kultur und Literatur Italiens von 1945 bis heute. (Zusammen mit Peter Brockmeier.) Stuttgart: J. B. Metzler, 1998. ISBN 978-3-476-45196-5.

Aufsätze (Auswahl)
- Der ‚Fall‘ Jayrôme C. Robinet. In: Marc Lacheny / Stephanie Schwerter / Nadine Rentel: „It's all Greek to me“: Mehrsprachigkeit aus interdisziplinärer Sicht. Stuttgart: ibidem-Verlag, 2021, S. 305–322.
- Die Schrecken der Zukunft und das Grauen der Vergangenheit. Überlegungen zu den Unwägbarkeiten des Kulturtransfers. In: Konzepte der Rezeption, 3. Jg., 2021, S. 109–122.
- Zum Verhältnis von Rezeption und Kulturtransfer. In: Konzepte der Rezeption, 3. Jg., 2021, S. 7–15.
- Le masque mortuaire de Dante, ou un jeu de piste intermédial dans Inferno de Dan Brown. In: Between, Bd. X, Nr. 20 (2020), S. 243–266. Online-Version (PDF).
- Dante intermédial : une introduction. In: Between, Bd. X, Nr. 20 (2020), S. 190–203. Online-Version (PDF).
- L’homme qui par la bouche des femmes critiquait les hommes. In: Anne Debrosse / Marie Saint Martin (Hrsg.): Horizons du masculin. Pour un imaginaire du genre. Paris: Classiques Garnier, 2020, S. 113–130.
- Vénus à la fourrure ou la remédialisation d’une ambiguïté. Léopold von Sacher-Masoch (1870) et David Ives (2010). In: Société française de littérature générale et comparée (Webseite), Bibliothèque comparatiste, 2019. Zuletzt abgerufen am 24. Februar 2023.